# Badr Mirza
Badr Mohamed Mirza Bani Hammad, nascido em 7 de janeiro de 1984, é um ciclista Emirati. O seu irmão mais novo Yousif é também corredor ciclista.

## Palmarés em estrada

### Por anos
- 2006
  - 2.º do campeonato dos Emirados Árabes Unidos do contrarrelógio
- 2007
  - 2.º do campeonato dos Emirados Árabes Unidos do contrarrelógio
  - 3.º do campeonato dos Emirados Árabes Unidos em estrada
- 2008
  -  Campeão do Golfo Pérsico em estrada
  -  Campeão do Golfo Pérsico do contrarrelógio
  -  Campeão dos Emirados Árabes Unidos do contrarrelógio
  - H. H. Vice-President's Cup
  - Prólogo da Tour of the AGCC Arab Gulf
- 2009
  -  Campeão do Golfo Pérsico em estrada
  -  Campeão do Golfo Pérsico do contrarrelógio por equipas (com Yousif Mirza, Humaid Maharab e Khalid Ali)
  -  Campeão dos Emirados Árabes Unidos do contrarrelógio
  - Prólogo, 1.ª e 4. ª etapas do Tour of the AGCC Arab Gulf
  -  Medalhista de prata no campeonato do Golfo Pérsico do contrarrelógio
- 2010
  - President's Cup
- 2011
  -  Campeão dos Emirados Árabes Unidos em estrada
  - Príncipe Faisal bin Fahd Internacional Stage Race :
    - Classificação geral
      - 1.ª etapa

  - 2.º do campeonato dos Emirados Árabes Unidos do contrarrelógio
  -  Medalhista de prata do contrarrelógio nos Jogos do Golfo Pérsico
- 2012
  -  Campeão dos Emirados Árabes Unidos em estrada
  - 2.º do campeonato dos Emirados Árabes Unidos do contrarrelógio
  -  Medalhista de bronze no campeonato do Golfo Pérsico em estrada
- 2013
  - 2.º do campeonato dos Emirados Árabes Unidos em estrada
- 2014
  -  Medalhista de ouro do contrarrelógio por equipas no campeonato árabe dos clubes (com Eugen Wacker, Yousif Mirza e Ahmed Al Mansoori)
- 2015
  -  Campeão dos Emirados Árabes Unidos do contrarrelógio
    - 2. ª etapa da Tour of the AGCC Arab Gulf (contrarrelógio)

  - 2.º do campeonato dos Emirados Árabes Unidos em estrada
- 2017
  - 3.º do campeonato dos Emirados Árabes Unidos do contrarrelógio

### Classificações mundiais
}
| Ano             | 2006   | 2007 | 2008   | 2009  |
| UCI Africa Tour |        |      | 149.º. | 149.º |
| UCI Asia Tour   | 209.º. | 56.º | 32.º   |       |

## Palmarés em pista

### Campeonatos Árabes
- 2008
  -  Medalhista de prata da corrida por pontos
- 2012
  -  Medalhista de prata da corrida por pontos
- 2013
  -  Campeão árabe da corrida por pontos
  -  Medalhista de prata do scratch